# Bellingham (Londen)
Bellingham is een wijk in het Londense bestuurlijke gebied London Borough of Lewisham, in het zuidoosten van de regio Groot-Londen, Engeland.